# Nelsonsäule (Dublin)
Die Nelsonsäule (englisch Nelson’s Pillar, irisch Colún Nelson) in Dublin war eine 40 Meter hohe Granitsäule zur Erinnerung an die Schlacht von Trafalgar 1805. Sie wurde 1809 errichtet und am 8. März 1966 mutmaßlich durch Kämpfer der IRA gesprengt.

## Entstehung
Die Dublin Corporation, d. h. die Stadtverwaltung Dublins, beschloss nach dem Sieg der britischen Flotte über die vereinigten Flotten des napoleonischen Frankreichs und Spaniens 1805, eine Statue zu Ehren des Admirals Horatio Nelson zu errichten, der in der Schlacht den Tod fand.
In dem Architekturwettbewerb zur Errichtung des Monuments setzte sich der englische Architekt William Wilkins durch. Sein Entwurf war eine Nachempfindung der römischen Trajanssäule. Sie sollte eine Säule auf einem Sockel mit dorischem Kapitell und darauf thronend eine große römische Galeere zeigen.
Da die aufwändige Gestaltung aber erhebliche Kosten ausgelöst hätte, wurde Francis Johnston mit der Bearbeitung beauftragt, der erhebliche Änderungen an den Entwürfen vornahm. Er reduzierte den Sockel und statt der Galeere sollte eine Nelsonstatue aufgebracht werden. Damit reduzierten sich die Kosten auf geschätzte 6.500 Pfund Sterling. Beibehalten hatte Johnston die Wendeltreppe innerhalb der Säule, die zu der Aussichtsplattform unterhalb der Statue führte.
Die Errichtung erfolgte in der Sackville Street (seit 1924: O’Connell Street).
Johnston entwarf später das General Post Office, das nahe der Nelsonsäule entstand. Die Nelson-Skulptur auf der Säule wurde vom irischen Bildhauer Thomas Kirk geschaffen.
Schon kurze Zeit nach der Errichtung wurde in der Bevölkerung die Beseitigung der Säule verlangt, obwohl sie gleichzeitig eine beliebte Touristenattraktion wurde.
Einerseits wurde die künstlerische Qualität bemängelt, andererseits war das Ehrenmal für einen englischen Admiral ein Stachel im aufstrebenden irischen Nationalismus.
Der Erhalt blieb eine Kontroverse über das ganze 19. und 20. Jahrhundert.
1916 begann nahe der Säule beim General Post Office der Osteraufstand. Trotz der umfangreichen Zerstörungen in der Umgebung der Nelsonsäule war sie lediglich durch Einschusslöcher beschädigt worden. Angeblich soll auch die Nase Nelsons durch einen Treffer beschädigt worden sein.
Mit der Gründung des irischen Freistaats 1922 wurden Bemühungen zur Beseitigung getroffen. Zum Erhalt der Säule war eine Stiftung (Trust) geschaffen worden, die hätte aufgehoben werden müssen, um die Säule rechtmäßig zu beseitigen. Personen, wie William Butler Yeats und Oliver St. John Gogarty setzten sich ebenfalls für den Erhalt ein.

## Zerstörung
Als sich der Osteraufstand zum fünfzigsten Male jährte, wurde sie am 8. März 1966 durch Unbekannte gesprengt. Die obere Hälfte der Säule brach in sich zusammen und ein 21 Meter hoher Stumpf blieb zurück.
Am 14. März 1966 wurden die Säulenreste durch die Armee kontrolliert gesprengt und beseitigt.
Die Tat vom 8. März 1966 wurde der IRA zugeschrieben, auch wenn bis heute keine Verantwortlichen identifiziert werden konnten. Reste der Nelsonsäule befinden sich heute im Dubliner Nationalmuseum und im Butler House Hotel in Kilkenny.
2003 wurde auf dem früheren Standort das 120 Meter hohe Monument An Túr Solais (deutsch: Turm des Lichts) errichtet.